# Bath (Illinois)
Bath és una població dels Estats Units a l'estat d'Illinois. Segons el cens del 2000 tenia 310 habitants.

## Demografia
Segons el cens del 2000, Bath tenia 310 habitants, 130 habitatges, i 86 famílies. La densitat de població era de 323,5 habitants/km².
Dels 130 habitatges en un 28,5% hi vivien nens de menys de 18 anys, en un 46,2% hi vivien parelles casades, en un 16,2% dones solteres, i en un 33,8% no eren unitats familiars. En el 32,3% dels habitatges hi vivien persones soles el 10,8% de les quals corresponia a persones de 65 anys o més que vivien soles. El nombre mitjà de persones vivint en cada habitatge era de 2,38 i el nombre mitjà de persones que vivien en cada família era de 2,95.
Per edats la població es repartia de la següent manera: un 27,4% tenia menys de 18 anys, un 8,7% entre 18 i 24, un 25,5% entre 25 i 44, un 23,2% de 45 a 60 i un 15,2% 65 anys o més.
L'edat mediana era de 34 anys. Per cada 100 dones de 18 o més anys hi havia 89,1 homes.
La renda mediana per habitatge era de 30.208 $ i la renda mediana per família de 31.875 $. Els homes tenien una renda mediana de 27.250 $ mentre que les dones 18.750 $. La renda per capita de la població era de 10.262 $. Aproximadament el 22,2% de les famílies i el 24,7% de la població estaven per davall del llindar de pobresa.

## Poblacions més properes
El següent diagrama mostra les poblacions més properes.